# Beyond (album)
Pour les articles homonymes, voir Beyond.
Albums de Dinosaur Jr.
Hand It Over
(1997) Farm
(2009)
Singles
1. Been There All The Time / Back To Your Heart (PIAS)
Sortie : 2007
2. Crumble (PIAS)
Sortie : 2007
3. I Got Lost / Lightning Bulb (PIAS)
Sortie : 2007

Beyond est le huitième album studio du groupe américain Dinosaur Jr., sorti en mai 2007. L'album marque le retour du groupe, dix ans après Hand It Over, son précédent album. L'enregistrement est effectué par la formation originale de Dinosaur Jr. - J Mascis, Lou Barlow et Murph - une première depuis l'album Bug de 1988.

## Contexte
En 1997, après la sortie d'Hand It Over, septième album de Dinosaur Jr., la major Blanco y Negro/Reprise rompt son contrat avec J Mascis. Ce dernier décide d'abandonner le nom de Dinosaur Jr. pour publier deux albums solo en 2000 et 2002, sous le nom de J Mascis + The Fog. Sur cette même période, Mascis collabore avec d'autres artistes (Mark Lanegan, Beachwood Sparks), et cofonde le groupe de stoner metal Witch.
En 2005, Dinosaur Jr. se reforme dans sa composition d'origine, dans le cadre de concerts destinés à promouvoir la réédition de ses trois premiers albums sur le label Merge,,. Le succès de cette tournée convainc le groupe de travailler sur un nouvel album.

## L’album
Enregistré en 2006 au studio Bisquiteen à Amherst, dans le Massachusetts, Beyond est publié le 1er mai 2007 sur le label Fat Possum Records (PIAS en Europe),. Il obtient un bon accueil critique, avec un score moyen de 79/100, sur la base de 31 critiques collectées, sur le site agrégateur de critiques Metacritic.
Thurston Moore de Sonic Youth, ainsi que sa fille Coco, apparaissent dans le clip du titre Been There All The Time, réalisé par Matt Dillon.

## Liste des titres
Toutes les chansons sont de J Mascis, sauf Back To Your Heart et Lightning Bulb qui sont de Lou Barlow.
| No  | Titre                    | Durée |
| --- | ------------------------ | ----- |
| 1.  | Almost Ready             | 3:08  |
| 2.  | Crumble                  | 4:04  |
| 3.  | Pick Me Up               | 6:32  |
| 4.  | Back To Your Heart       | 4:31  |
| 5.  | This Is All I Came To Do | 5:21  |
| 6.  | Been There All The Time  | 3:40  |
| 7.  | It's Me                  | 5:14  |
| 8.  | We're Not Alone          | 4:35  |
| 9.  | I Got Lost               | 4:37  |
| 10. | Lightning Bulb           | 3:45  |
| 11. | What If I Knew           | 4:01  |

## Musiciens
- J Mascis - guitare électrique, chant
- Lou Barlow - basse, chant
- Murph - batterie

## Vidéos promotionnelles
- 2007 : Almost Ready
- 2007 : Been There All the Time